# La Revue de Cuisine
La Revue de Cuisine (en checo: Kuchyňská revue) es un ballet de jazz en un acto compuesto por el checo Bohuslav Martinů. Fue creado para un sexteto: clarinete (si bemol), fagot, trompeta, violonchelo, violín y piano. Compuesto en 1927, se estrenó en noviembre de ese año en Praga. La suite de esta obra se estrenó en enero de 1930 en París.
Los bailarines interpretan una variedad de utensilios de cocina que viven un ingenuo episodio de vida de la cocina. Es un ballet con diez movimientos: 
1. Prólogo (Allegretto)
2. Introducción (Tempo de marche)
3. Danse du moulinet autour du caudron (Poco meno)
4. Danse du chaudron et du couvercle (Allegro)
5. Tango (Danse d'amour. Lento)
6. Duelo (Poco a poco allegro. Tempo di Charleston)
7. Entracte (Lamentation du chaudron. Allegro moderato)
8. Marche funèbre (Adagio)
9. Danse radieuse (Tempo di marche)
10. Fin du drame (Allegretto)

La suite tiene cuatro movimientos: Prólogo, Tango, Charleston, y Final. 
La partitura para la suite se publicó en París poco tiempo después de su estreno. La partitura completa para el ballet se descubrió a principios de los años 1990 en los archivos de la Fundación Paul Sacher en Basilea y se publicó en París en 2004.

## Grabaciones (selección)
- Orquesta Filarmónica Checa, dirigida por Christopher Hogwood. Supraphon 2004. SU 3749-2 031

- Bohuslav Martinů: La Revue de Cuisine, Nonet, Three Madrigals, and other chamber music, The Dartington Ensemble (dir.: Oliver Butterworth) (2 CD, Hyperion Dyad, 1998)